# Дешут
Дешу́т (Дейшутес; англ. Deschutes River) — река в центральной части штата Орегон, США. Левый приток реки Колумбия. Длина составляет 406 км; площадь бассейна — 27 200 км²; высота устья — 49 метров. Средний расход в 2 км от устья составляет около 200 м³/с.
Берёт начало в Каскадных горах, вытекая из озера Литл-Лава примерно в 42 км к северо-западу от города Ла-Пайн. Течёт сперва на юг, впадая в водохранилище Крейн-Прейри, а затем, входя в водохранилище Уикап, после которого поворачивает на северо-восток. В городе Бенд значительная часть воды реки отводится для орошения, в результате чего расход воды ниже города заметно уменьшается.
От города Бенд течёт в северном направлении, что довольно необычно для территории США. Протекает вблизи города Редмонд и входит в водохранилище Билли-Чинук (образовано плотиной Раунд-Бат) к западу от города Мадрас. В водохранилище впадают крупные притоки — Крукед-Ривер и Метолиус. Ниже плотины река продолжает течь в северном направлении, протекая через территорию индейской резервации Уорм-Спрингс. Впадает в реку Колумбия в 8 км к юго-западу от города Бигс-Джанкшн.
Экспедиция Льюиса и Кларка достигла реки Дешут 22 октября 1805 года. Участниками экспедиции упоминается индейское название реки, Towarnehiooks, однако на обратном пути они дали реке собственное название — Кларкс-Ривер. Название Riviere des Chutes было дано реке торговцами пушниной в начале XIX века; с французского это название переводится как «река водопадов». В середине XIX века река Дешут была одним из главных препятствий для иммигрантов, следующих по Орегонской тропе. Основная переправа располагалась недалеко от устья реки, на территории современной рекреационной зоны Дешут-Ривер. После переправы, на левом берегу, многие иммигранты разбивали лагерь. Остатки тропы, поднимающейся по крутому берегу, можно различить до сих пор.